# 阿斯皮斯島
62°27′54.5″S 60°08′59.1″W / 62.465139°S 60.149750°W

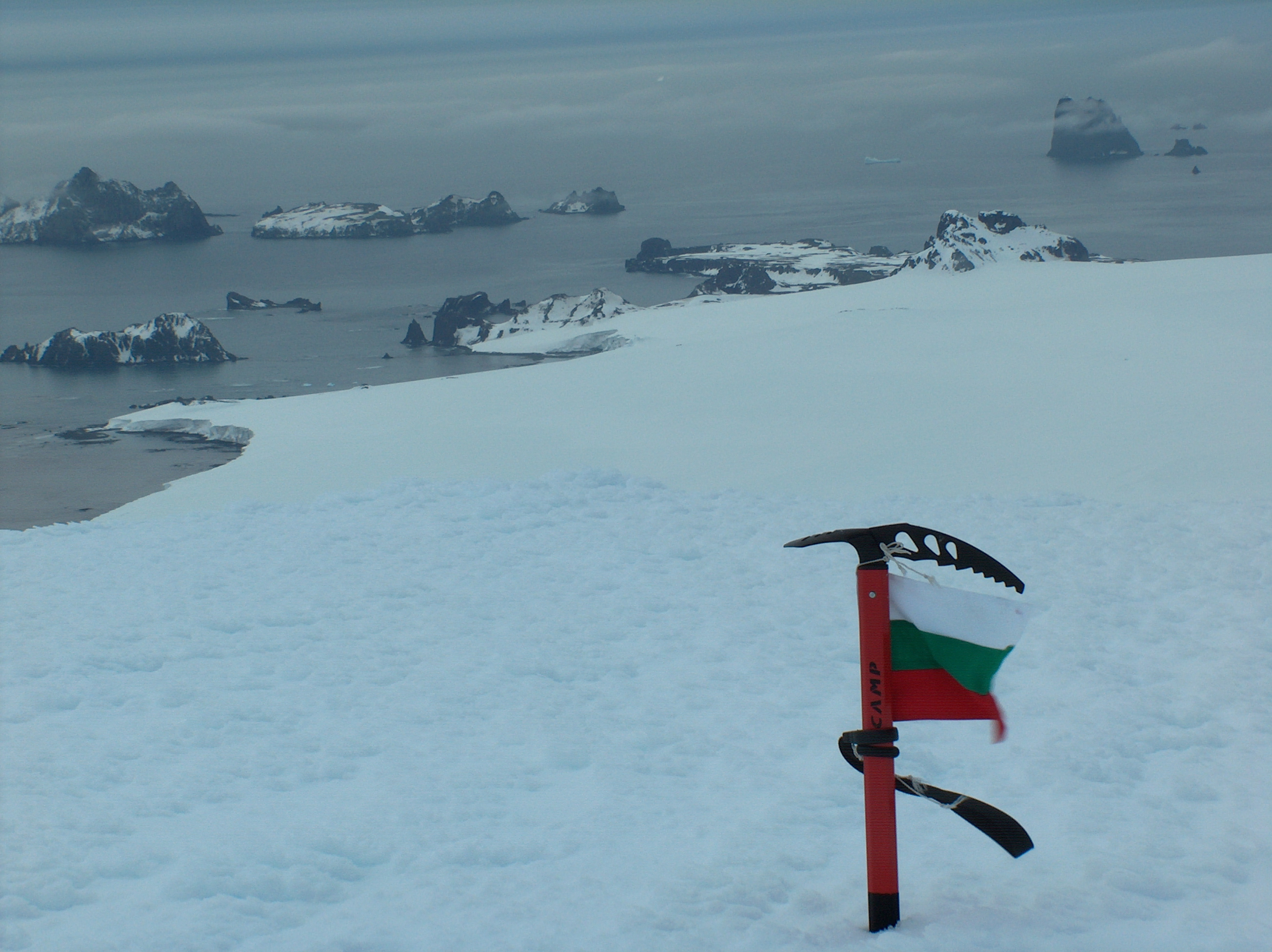

阿斯皮斯島（Aspis Island），是南極洲的島嶼，位於南設得蘭群島的利文斯頓島西北面，處於風琴管角以北0.67公里、扎瓦拉島東北面0.8公里和威廉斯角西南面1.59公里，現時由南極條約體系管理。